# غيلبرت بيتس (عسكري)
غيلبرت بيتس (بالإنجليزية: Gilbert Bates)‏ هو عسكري أمريكي، ولد في 13 فبراير 1836، وتوفي في 17 فبراير 1917.